# Heralds’ Museum

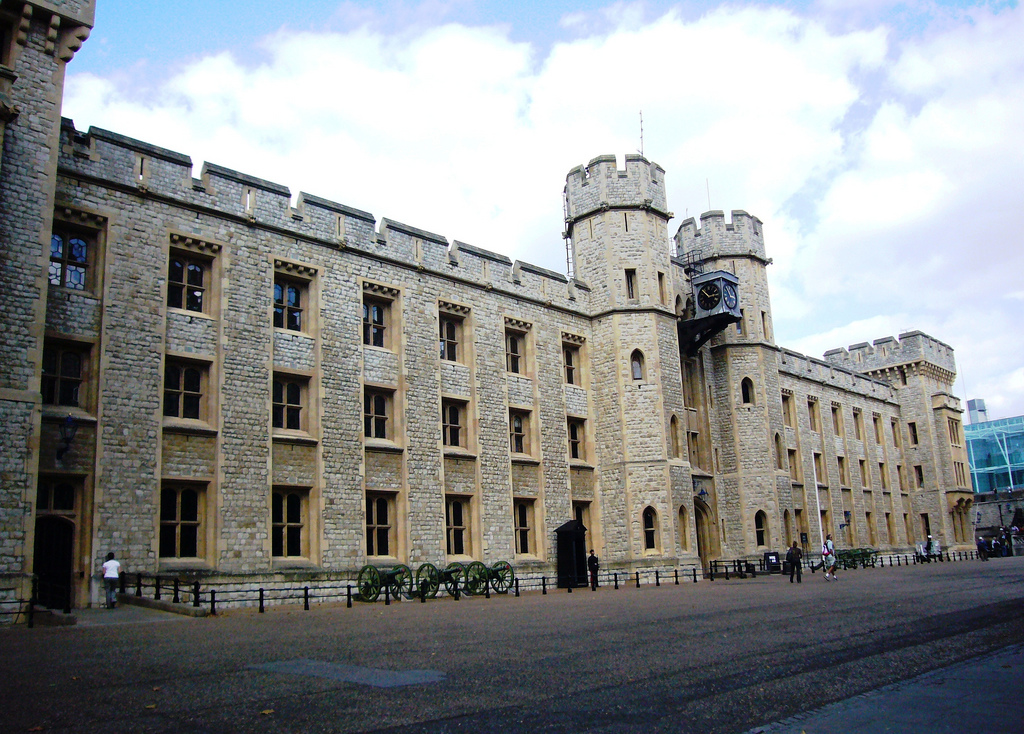
Waterloo Barracks, ehemals Standort des Heralds’ Museums

Das Heralds’ Museum war ein Museum in den Waterloo Barracks des Tower of London. Das zwischen 1980 und 1990 bestehende Museum widmete sich der Geschichte der Heraldik im Vereinigten Königreich. Die Ausstellungsstücke stammten aus der Sammlung des College of Arms.
Die Bemühungen ein erstes britisches Museum der Wappen einzurichten gehen maßgeblich auf Rodney Dennis, den damaligen Somerset Herald des Vereinigten Königreichs, zurück. Ursprünglich sollte das Museum in einem Anbau am College of Arms eröffnet wurden. Aus Geldmangel ließ das College diesen Plan fallen und zog stattdessen in den Tower. Erster Direktor war Anthony Wagner, sein Nachfolger John Brooke-Little. Dennys selbst hatte den Posten des Deputy Directors inne, der die meiste der Alltagsarbeit für das Museum umfasste.
Seit dem Tower-Umbau 1996 wird das gesamte Erdgeschoss der Waterloo Barracks vom Jewel House eingenommen. Die Suche nach einem Nachfolgeort war erfolglos. Nach dem Auszug aus dem Tower und dem bald darauf folgenden Tod Dennys zerfiel das Museum als auch Organisation.